# Shelton (Washington)
Shelton és una població dels Estats Units i seu del comtat de Mason a l'estat de Washington. Segons el cens del 2000 tenia 8.442 habitants.

## Demografia
Segons el cens del 2000, Shelton tenia 8.442 habitants, 3.191 habitatges, i 2.035 famílies. La densitat de població era de 586,2 habitants per km².
Dels 3.191 habitatges en un 32,3% hi vivien nens de menys de 18 anys, en un 44,8% hi vivien parelles casades, en un 13% dones solteres, i en un 36,2% no eren unitats familiars. En el 29,5% dels habitatges hi vivien persones soles el 15,5% de les quals corresponia a persones de 65 anys o més que vivien soles. El nombre mitjà de persones vivint en cada habitatge era de 2,52 i el nombre mitjà de persones que vivien en cada família era de 3,08.
Per edats la població es repartia de la següent manera: un 26,7% tenia menys de 18 anys, un 10% entre 18 i 24, un 26,2% entre 25 i 44, un 19,4% de 45 a 60 i un 17,7% 65 anys o més.
L'edat mediana era de 36 anys. Per cada 100 dones de 18 o més anys hi havia 89,5 homes.
La renda mediana per habitatge era de 32.500 $ i la renda mediana per família de 40.392 $. Els homes tenien una renda mediana de 33.867 $ mentre que les dones 23.617 $. La renda per capita de la població era de 16.303 $. Aproximadament el 15,3% de les famílies i el 18,9% de la població estaven per davall del llindar de pobresa.

## Poblacions més properes
El següent diagrama mostra les poblacions més properes.